# Karsy (powiat opatowski)
Karsy – wieś w Polsce położona w województwie świętokrzyskim, w powiecie opatowskim, w gminie Ożarów.
W latach 1975–1998 miejscowość należała administracyjnie do województwa tarnobrzeskiego.
Przez wieś przebiega droga krajowa nr 79 z Warszawy do Sandomierza.
W miejscowości znajduje się należący do Grupy Ożarów SA Zakład Cementownia Ożarów.

## Historia
18 maja 1943 r. grupa partyzantów AK podjęła w Karsach próbę rozbrojenia 2 niemieckich lotników, jadących rowerami. Pięcioosobowym oddziałem dowodził Jan Łobodziński Róg. Partyzantom nie udało się zaskoczyć Niemców. Wywiązała się strzelanina w czasie której jeden z Niemców został zraniony w rękę, wypuszczając pistolet maszynowy.